# Son Dureta (Palma de Mallorca)

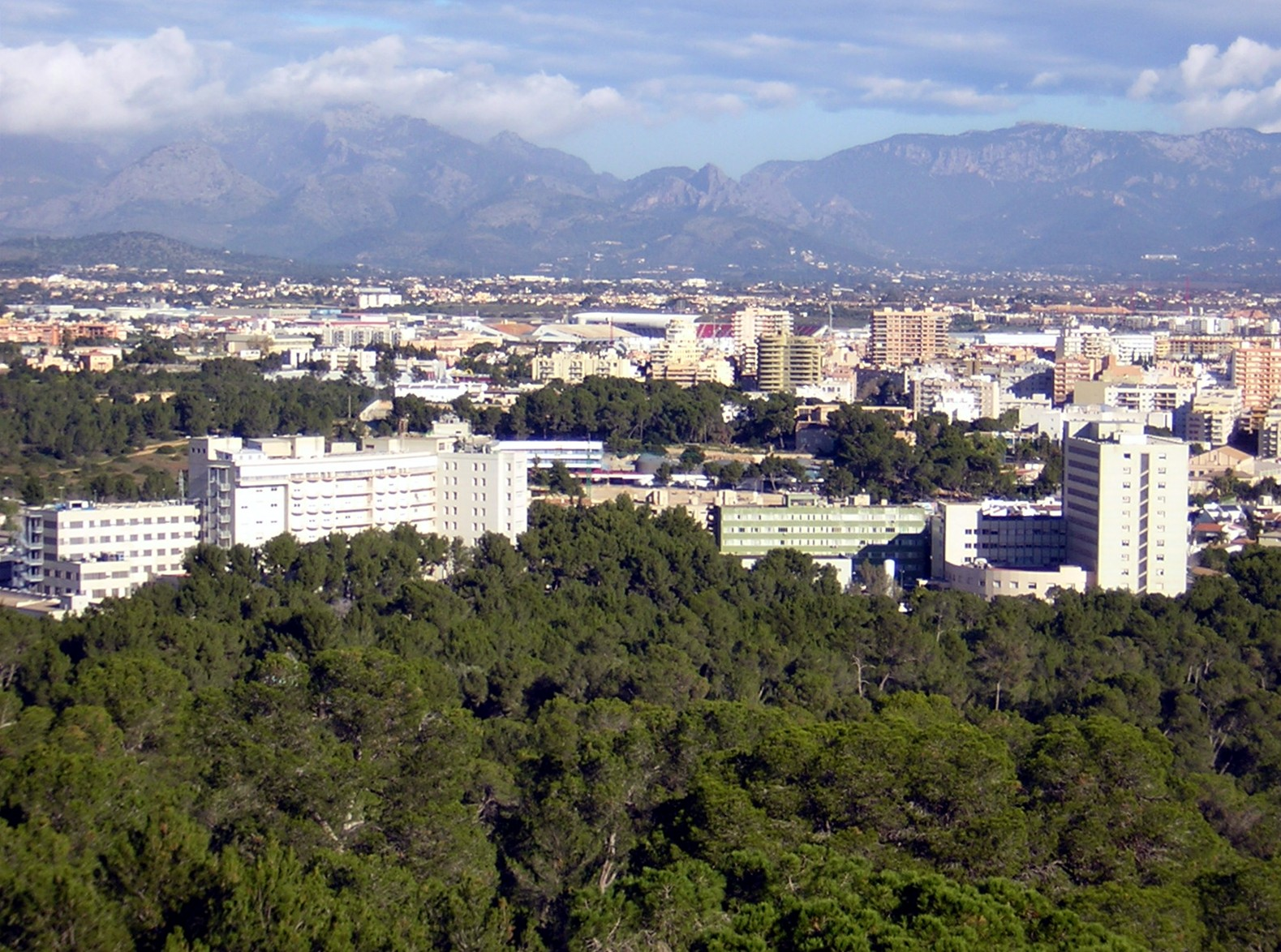
Vista del Hospital Son Dureta desde el Castillo de Bellver. Al fondo, el resto de la barriada

Son Dureta es un barrio del Distrito Poniente de Palma de Mallorca. Está delimitado por la Vía de Cintura por el oeste y el Bosque de Bellver por el sur. La calle Andrea Doria atraviesa la zona, como continuación del Camino de Génova. En esta barriada está situado el Hospital Son Dureta, que fue el principal centro médico de Baleares hasta el traspaso de los servicios al nuevo Hospital Son Espases.

## Límites
El barrio de Son Dureta limita con las siguientes zonas del Distrito de Poniente:
- Son Rapiña (N)
- Son Dameto (NE)
- Son Espanyolet (E)
- Son Armadams (SE)
- Bellver (S)
- La Teulera (O)

## Historia
En 1950 se plantea la construcción de un hospital en la isla de Mallorca. El lugar escogido para construir el centro médico fue una finca al oeste de la ciudad llamada Son Dureta.
Con la construcción de la Ma-20 (Ronda de circunvalación de Palma de Mallorca) a finales de la década de 1980, se empezaron a edificar varias zonas residenciales cercanas al centro médico como Sa Teulera o, más recientemente, un centro comercial con más de doscientas tiendas.

## Accesos

### En autobús
Se puede acceder a Son Dureta en autobús mediante:
línea 46 Génova - San Agustín
línea 5 El Rafal Nuevo - Son Dureta
línea 29 Ronda urbana 
de la Empresa Municipal de Transportes de Palma de Mallorca EMT.

### En vehículo particular
La mejor forma de llegar a la zona es a través de la Ma-20, por la salida 9.